# Панфутуризм
Панфутуризм — літературне угруповання футуристів в Україні після Жовтневого перевороту 1917 року, що було ідейно пов'язане з загальним футуристичним напрямком в Італії та Росії, але мало питомі особливі риси й існувало досить автономно.

## Аспанфут
Угруповання панфутуристів, що виникло як «Аспанфут», діяло у 1921–1924 роках. Асоціацію панфутуристів (скорочено — Аспанфут) створено 1921 року в Києві на базі літературної групи «Флямінґо», «Ударної групи поетів-футуристів» і науково-мистецької групи «Комкосмос». Засновник «Аспанфуту» — Михайль Семенко. Маніфест і художні твори панфутуристів публіковано в альманасі «Семафор у майбутнє» (1922), газеті «Катафалк искусства» (1922), «Жовтневому збірнику панфутуристів» (1923). Маніфест підписали Ґео Шкурупій, Михайль Семенко, Юліан Шпол (Михайло Яловий), Олекса Слісаренко, Мирослав Ірчан (Андрій Баб'юк), Марко Терещенко. Пізніше до «Аспанфуту» входили Микола Бажан, Юрій Яновський, Олекса Влизько, Володимир Ярошенко, Андрій Чужий та інші. Асоціація мала власне видавництво «Гольфштром».
Термін «панфутуризм» увів поет Ґео Шкурупій, утім українське відгалуження футуризму пов'язують передусім з ім'ям поета й теоретика Михайля Семенка, який разом з однодумцями розробляв теоретичні питання «нової літератури».

## Комункульт
У квітні — травні 1924 року панфутуристи перейменували себе в «Асоціацію робітників комуністичної культури». 1924 року вийшов один номер журналу «Гонг комункульта», де редактором був саме Семенко. 1925 року значна частина письменників та поетів, що так чи так належали до панфутуризму, увійшла в інші літературні організації, втім основне ядро (Семенко, Шкурупій, Полторацький, Влизько, Бузько, Чернов-Малошийченко та ін.) існувало далі як одноціле літературне явище до 1930-х років, об'єднавшися навколо журналу «Нова ґенерація», який на першій сторінці визначав завдання панфутуристів: «Ми за комунізм; інтернаціоналізм; індустріялізм; раціоналізацію; винахідництво; якість; економність; соціяльну витриманість; універсальну комуністичну установку побуту, культури, наукотехніки; нове мистецтво. Ми проти національної обмежености; безпринципового упрощенства; буржуазних мод; аморфних мистецьких організацій; провінціялізму; трьохпільного хуторянства; неуцтва; еклектизму»